# باري باير
باري باير (بالهولندية: Barry Beijer)‏ (6 ديسمبر 1989 في هولندا - ) هو لاعب كرة قدم هولندي في مركز الدفاع. لعب مع Achilles '29 ‏.

## وصلات خارجية
- باري باير على موقع قاعدة بيانات كرة القدم.إي يو (الإنجليزية)
- باري باير على موقع Soccerway.com (الإنجليزية)
- باري باير على موقع عالم كرة القدم.نت (الإنجليزية)